# Wladár Sándor
Wladár Sándor (Budapest, 1963. július 19. –) a Nemzet Sportolója címmel kitüntetett olimpiai bajnok magyar úszó, állatorvos, a Magyar Úszó Szövetség elnöke, Wladár Zoltán (1960) válogatott úszó (szintén állatorvos) öccse.

## Sportpályafutása
1978-ban a felnőtt világbajnokságon hatodik volt 200 méter háton. Ugyanitt 100 méter háton nem jutott döntőbe. A firenzei ifjúsági Európa-bajnokságon, 100 és 200 méter háton arany-, 200 méteres vegyesúszásban bronzérmet nyert.
Aranyérmet szerzett az 1980. évi nyári olimpiai játékokon Moszkvában 200 méteres hátúszásban. 100 méter háton ötödik, vegyes váltóban hatodik lett. 1981-ben Európa-bajnok lett 100 és 200 méter hátúszásban, majd 1982-ben a világbajnokságon második 200 méteren, negyedik 100 méteren. Az 1983-as Európa-bajnokságon ezüstérmet szerzett 200 m háton. Ugyanitt 100 méter háton és 400 m vegyesen negyedik, 200 m vegyesen ötödik lett.
Edzője Széchy Tamás volt, Széchy csapatából ő volt az első, aki olimpiai bajnok lett.
Az 1972 és 1980 között KSI versenyzője volt, majd az 1981-1985 időszakban az Újpesti Dózsa színeiben versenyzett. 1985-ben, a Los Angeles-i olimpia bojkottját követően, alig 21 évesen hagyta abba az úszást. 100 méteres magyar csúcsát csak 1991-ben tudták megdönteni.
A nyolcvanas évek elején fölmerült, hogy Wladárt ösztöndíjjal az Egyesült Államokba küldik, de erre végül nem került sor. 1978-tól 1985-ig az úszó-válogatott keret tagja. 1985-től 1987-ig az Újpesti Dózsa vízilabdajátékosa volt. Érdekesség, hogy rövid vízilabda karrierjében volt egy olyan momentum, amikor a labdára való ráúszásnál nem gyorsban, hanem korábbi úszósportbéli kiemelt versenyszámában, hátúszásban ment a labdáért. A vízilabda sportág egyszeres magyar bajnoka az Újpesti Dózsa játékosaként az 1985-86-os szezonban.

### Rekordjai

#### 100 m hát
- 56,72 (1981. szeptember 10., Split) országos csúcs

#### 200 m hát
- 2:01,78 (1980) Európa-csúcs
- 2:01,72 (1980) Európa-csúcs
- 2:00,80 (1981. szeptember 12., Split) Európa-csúcs

## Sportkarrierje befejeztével
1987-ben az Állatorvosi Egyetem munkatársa lett, ahová kitűnő tanulmányi eredményeiért vették fel. Az 1990-es rendszerváltás után nyitották meg Zoltán bátyjával állatorvosi magánrendelőjüket, amely az elsők között volt az országban. Budán él, a II. kerületi önkormányzat sporttehetségek gondozásával foglalkozó munkatársaként és állatorvosként dolgozik. A Jövő SC elnöke.
2017 szeptemberében a Magyar Úszó Szövetség elnökévé választották, mely tisztségében 2020 szeptemberében megerősítették, amikor egy kihívó jelöltette még magát.
2021-ben addig és azóta egyedálló módon a 2020-ról elhalasztott LEN Európa-bajnokságot társ Szervezői Bizottsági vezetése alatt ún. „buborék rendszerben” szervezte meg a szövetség, ezzel is elősegítve a hazai és az európai úszók, vizes sportolók felkészülését az ugyancsak buborékban megrendezett tokiói Olimpiára. A következő évben újabb sportszervezői kihívást kapott a Magyar Úszó Szövetség, amikor újra „beugróként” vállalta egy esemény megvalósítását (ebben az évben az eredetileg 2021-es fukuokai Világbajnokságot, amit a COVID és az olimpiai csúszás miatt 2022-ről 2023-ra halasztottak maradt el újra 2022-ben). Ekkor Magyarország felajánlotta, hogy 2022 júniusában, a 2017-es FINA Világbajnokság után másodjára is megrendezi a FINA, vizes Világbajnokságot.
2022 novemberében a Magyar Olimpiai Bizottság alelnöke lett, míg ezt megelőzően a LEN, az európai Úszó Szövetség legmagasabb döntéshozó szervébe, a Bureau-ba választották meg.
Fürjes Balázs lemondását követően (Ő később Magyarország teljes jogú NOB tagja lett) Wladár Sándor 2023-ban a World Aquatics, vagyis a Nemzetközi Úszó Szövetség döntéshozó szerve, a Bureau tagja lett, így a hazai vizes sportokat már a legmagasabb szinten képviselhette.
A Magyar Úszó Szövetség vezetése alatt indította el az Úszó Nemzet Programot, melynek az ötszörös olimpiai bajnokot, Egerszegi Krisztinát sikerült megnyerni nagykövetnek. A 2023-as tanévre már közel 40.000 gyermek élvezheti a Magyar Úszó Szövetség szakmai felügyelete mellett üzemeltetett program előnyeit, amit a központi költségvetés finanszíroz.

## Díjai, elismerései
- Az év magyar úszója (1979, 1980, 1981, 1982, 1983)
- Az év magyar sportolója (1981)
- Az év európai úszója (Swimming World) (1981)
- Örökös bajnok
- A Magyar Köztársasági Érdemrend tisztikeresztje (1994)[13]
- A magyar úszósport halhatatlanja (2014)[14]
- A Nemzet Sportolója (2024)[15][16]